# Amy Cuddy
Amy Cuddy (Pennsilvània, 1972) és una psicòloga social estatunidenca, professora a l'Escola de negocis Harvard i escriptora. Des de fa molts anys, estudia com la conducta no verbal i els judicis ràpids influeixen en les persones. Sosté que el llenguatge corporal determina la nostra manera de concebre el món i a nosaltres mateixos.

## Trajectòria i investigació
Es va graduar a Conrad Weiser High School.
El 1998, Cuddy va obtenir el títol de Psicologia, graduada magna cum laude, de la Universitat de Colorado. Va assistir a la Universitat de Massachusetts Amherst de 1998 a 2000 abans de traslladar-se a la Universitat de Princeton, on va aconseguir un doctorat.
Va ser professora associada d'Administració d'empreses a l'Escola de negocis de Harvard, a la Unitat de Negociacions, Organitzacions i Mercats. Abans d'unir-se a l'Escola de negocis de Harvard, Amy Cuddy va ser professora adjunta a la Kellogg School of Management de la Northwestern University, on va impartir mètodes de recerca en el programa de doctorat; i professora adjunta de Psicologia a la Universitat Rutgers, on va impartir classes de psicologia social.
Es va fer coneguda arreu del món arran de la seva Global TED talk de 2012 El lenguaje corporal moldea nuestra identidad, la segona més vista en tota la història d'aquesta plataforma d'Internet.
Amy Cuddy afirma que la comunicació no verbal no només projecta una imatge de nosaltres en els altres, sinó que afecta també el nostre estat d'ànim. La psicòloga corrobora que, alhora, pot ser una eina per transformar els nervis, en cas que se'n tinguin, en força i valentia mitjançant l'adopció de postures. Degut a això, el cos genera neurotransmissors que ens permeten articular una determinada actitud i sentir-nos més poderosos.
La comunicació no verbal i el llenguatge corporal són temes prou importants en les relacions i interaccions que s'estableixen entre els éssers humans. Experts en l'àmbit, afirmen que els gestos, el nostre cos i la manera en què l'articulem representa més del 70 % de la imatge que projectem. Els somriures, les mirades i les postures, estre d'altres, són els elements que acaben creant la percepció que tenim d'una persona.

## Publicacions
A més, ha publicat en les revistes científiques més importants del seu camp i el seu treball ha sigut comentat en publicacions com The New York Times, The Wall Street Journal o The Economist. El portal Business Insider l'ha definit com una de les 50 dones que estan canviant el món i el Foro Económico Mundial es refereix a ella com una líder global.
Al desembre de 2015, Cuddy va publicar el llibre Presence: Bringing Your Boldest Self to Your Biggest Challenges, que es basa en el valor de la pràctica exterior del poder que es concentrava a projectar l'autenticitat pròpia amb el concepte de presència enfocat cap a l'interior. El llibre va arribar al número 3 de la llista del millor venedor de The New York Times.
El 2016, ja es podia comprar a Espanya sota el títol: El poder de la presencia.

## Vida personal
Amy Cuddy va néixer a Robensonia, una petita ciutat ubicada al comtat de Berks (Pennsilàvnia).
Quan estudiava segon de carrera, va fer un viatge per carretera amb les seves companyes de la universitat: des de Boulder (Colorado) fins a Missoula (Montana). El dia que tornaven a Boulder, van patir un accident amb el cotxe. Les dues companyes van sortir il·leses però Amy Cuddy va patir una commoció cerebral. Concretament, una lesió anoxal difusa. Aquest fet va implicar deixar de banda els estudis i centrar-se en la seva recuperació. El seu quocient intel·lectual va reduir. Amb el pas del temps i ja havent superat la lesió, Amy Cuddy va completar els seus estudis universitaris i, a més, es va doctorar a Princenton.
Actualment viu a Boston amb el seu marit i el seu fill.